# Teresa Mancha
Teresa Mancha Arroyal (Torrecilla, Córdoba, c. 1810-Madrid, 18 de septiembre de 1839) fue una joven española que se convirtió en amante de Espronceda.

## Biografía
Nació en el seno de una distinguida familia andaluza. Su padre, el coronel Epifanio Mancha (Utrera, 1784-1844), se casó con Amparo Arroyal Muñoz (natural de Torrecilla) en 1809, unión de la que nacieron cinco hijos.
La vida de Teresa estuvo fuertemente marcada por su relación con José de Espronceda, al que conoció durante el exilio de éste en 1827 en Lisboa, donde Epifanio Mancha había marchado por sus ideas liberales.
Siguiendo a su padre, la familia Mancha se trasladó a Londres, donde también marchó Espronceda, que había hecho amistad con el coronel.
En marzo de 1829, Teresa se casó con Gregorio de Bayo, perteneciente a una rica familia de negociantes de Bilbao. Para la familia Mancha, venida a menos, este matrimonio supuso un alivio económico. Pese a todo, Teresa nunca perdió el contacto con Espronceda.
Apenas llegado el escritor a Londres en 1832, se puso en contacto con Teresa y planearon fugarse juntos. Él regresó a París a comienzos de agosto de 1832 y Teresa lo hizo con su esposo poco después.
El matrimonio y el poeta se hospedaron en el mismo hotel, lo que ella aprovechó para escaparse a Passy con Espronceda el 16 de octubre de 1832.
Acogiéndose al decreto de amnistía del 15 de octubre de 1832, Espronceda retornó a Madrid en marzo de 1833, y Teresa lo siguió semanas después. En Madrid la pareja tuvo una hija, Blanca, nacida en mayo de 1834. Tras varios desencuentros, a finales de 1836, Teresa abandonó definitivamente a Espronceda.

## Fallecimiento
Teresa Mancha murió el 18 de septiembre de 1839 en el n.º 13 de la madrileña calle de Santa Isabel, donde había vivido, y fue enterrada en la sacramental de San Lorenzo. Aunque su relación con Espronceda había terminado años antes, éste fue a ver el cadáver de quien fuera su amada y le dedicó el famoso canto II de El diablo mundo titulado Canto a Teresa. pentágono